# 红纹凤仙花
红纹凤仙花（学名：Impatiens rubro-striata）是凤仙花科凤仙花属的植物，是中国的特有植物。分布于中国大陆的贵州、云南、广西等地，生长于海拔1,700米至2,600米的地区，见于疏林下潮湿处、山谷溪旁和灌丛下草地，目前尚未由人工引种栽培。
其种加词“rubro-striata”意为“有红色条纹的”。